# ハースト・テレビジョン
ハースト・テレビジョン株式会社（Hearst Television, Inc.）、旧：ハースト＝アーガイル・テレビジョン（Hearst-Argyle Television））は、ハースト・コミュニケーションズが所有するアメリカ合衆国の放送局運営会社である。1998年から2009年半ばまで、同社はニューヨーク証券取引所で「HTV」のシンボルで普通株を取引していた。
ハースト＝アーガイルは、ハースト・コーポレーションの放送部門と、（1994年に）ニュー・ワールド・コミュニケーションズに、最終的にFOX所有局になった放送局を売却した同名の会社と部分的に関連しているアーガイル・テレビジョン・ホールディングスII（Argyle Television Holdings II）が所有する放送局が合併して1997年に設立された。ハーストの放送事業への関与はラジオ放送が勃興した、1920年代に遡る。
視聴者のリーチに関しては、北米4大プロスポーツチームの本拠地や州都とされる大都市圏のローカル局を保有しており、ボストンやミルウォーキー、カンザスシティ、サクラメントなど長らく地域でトップの支持を得ている局も多い。ABC加盟局では、3番目の規模。NBC加盟局では、2番目に大きいオーナーである。また、ハースト自体はアメリカのローカル局を運営するグループでは珍しく、どの放送局もFOXの加盟局になったことがない。
ハーストが所有するABC系列局は地元のチームが関与し、ハーストが20％所有し、残りはABCの親会社であるディズニーが所有しているESPNの『マンデーナイトフットボール』の試合中継を同時放送している。ハーストが所有する他の放送局も、他のネットワークと提携しているにもかかわらず、ESPNでのNFLの試合を放送している。ハーストは、 NBCユニバーサル・テレビジョン・ディストリビューションとのシンジケート番組の合弁事業もいくつか行っている。
2009年6月3日、ハースト・コーポレーションは、ハーストが保有していない株式の実質的に全てを購入すると発表した。その後、ハースト＝アーガイル・テレビジョンは社名から「アーガイル」を削除し、ハースト・コーポレーションの完全子会社となった。

## ハーストが所有する放送局

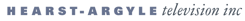
ハースト＝アーガイル・テレビジョンのロゴ、2007年～2009年

現在、ハーストは、11のNBC系列、15のABC系列（1つはNBC系列のサブチャンネルとして機能し、もう1つは2局のサイマル放送として機能する）、2つのCBS系列、6つのCW系列（2つの従来型、2つのサブチャンネル（2局のサイマル放送の一部）、及び2つのチャンネル共有）、1つのマイネットワークTV系列、及び1つの独立局の合計34のテレビ局を所有しているが、4つの局からなる2つのグループとABCデジタルサブチャンネルの共同運用を行うNBC加盟局を検討しており、その考慮の下でカウントを31に減らしている。同社のサブチャンネル放送局の殆どは、ワイゲル・ブロードキャスティングのMeTVまたはNBCのCozi TVのいずれかを全国的な提携契約を通じて放送し、ワイゲルの3つの最新コンセプトであるヒーローズ&アイコンズ、ムービーズ!、ストーリー・テレビジョンのチャーターキャリアでもある。2014年12月1日以降、デモインCBS系列のKCCIは、プライムタイムにマイネットワークTV番組を放送するH&I系列として3番目のサブチャンネルを使用している。ハーストはまた、ボルチモアに2つのラジオ局を所有しており、1996年電気通信法が施行された後、最後のラジオ局は殆どのラジオ資産を売却した。既に上で述べたように、ニューハンプシャー州北部の2人のWMUR中継局が、ハーストがWMURの所有権を引き継いだことでFOXとの提携を解除したことを除いて、ハーストの放送局はいずれも同ネットワークと提携していない。

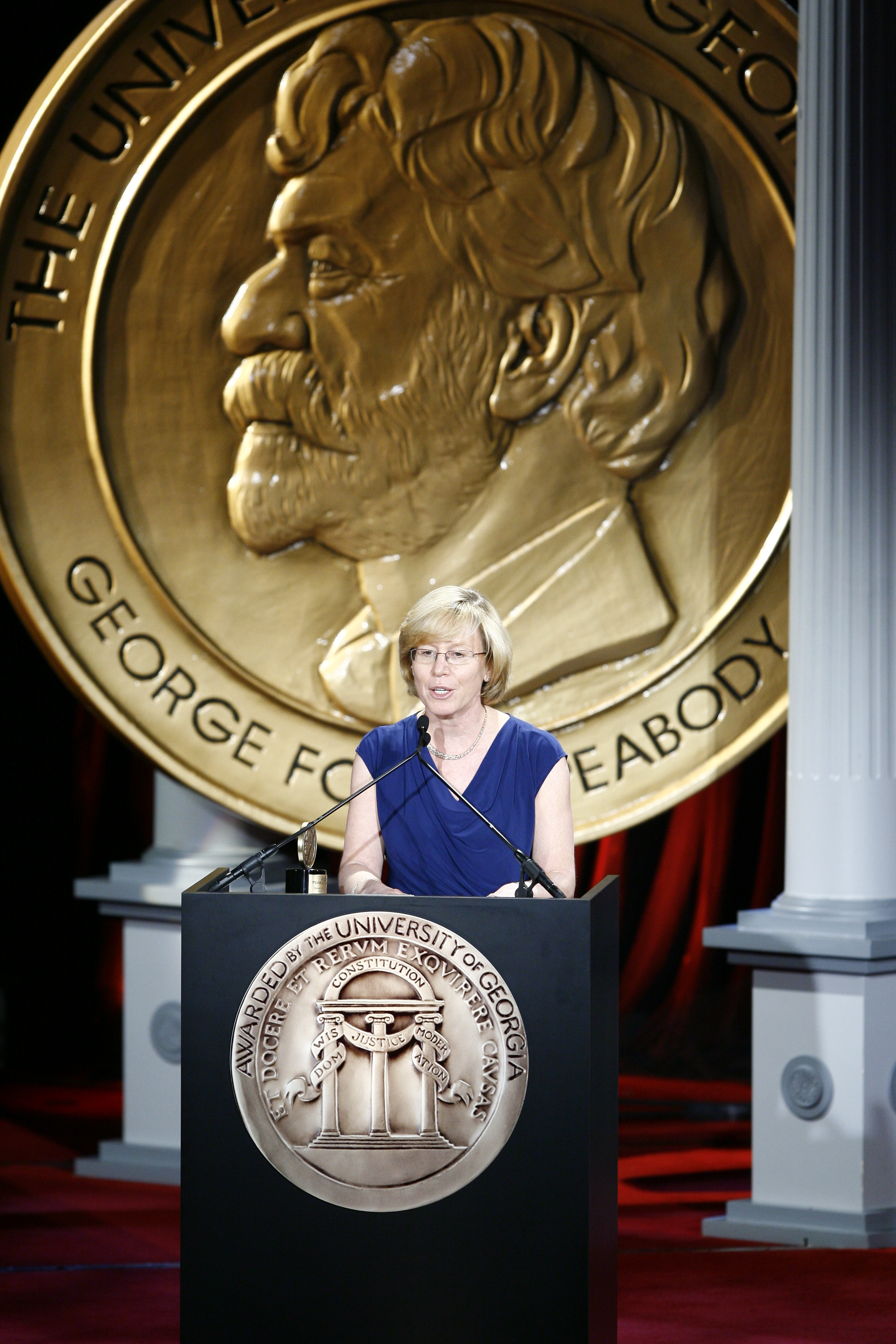
ハースト＝アーガイル・テレビジョン「Commitment 2008」の第68回ピーボディ賞でのキャンディ・アルトマン

ハーストが所有する一部の放送局は、関連するネットワークの政治的ブランドのローカライズ版の代わりに、地方選挙、全国選挙、州全体の選挙に至るまでの全ての政治ニュース報道に「Commitment（年）」バナーを使用している。これは2000年に始まった。ハーストはまた、ワシントンD.C.支局を維持して、放送中の記者や地方局の施設や設備の支援など、国政の報道において支局を支援している。多くのハースト所有局は、地元の高校スポーツを報道するために「Operation High School」ブランドのライセンスを取得しています。 2007年、ハーストアーガイルは、 YouTubeにニュース記事を投稿した最初のテレビ放送グループの1つになった。WCVB、KCRA、WTAE、WBAL、WMURは、ハースト=アーガイルの放送局グループでこれを行った最初の局だった。
1980年、ハーストの放送部門はデイトンのWDTNをグリネル大学から推定価格で4500万～4800万ドルで購入した。
2009年まで、ハーストのテレビ局のうち3つ（KCWE、WMOR-TV、WPBF）とその2つのラジオ局（WBALラジオとWIYY）は、ハースト・コーポレーションの間接的な完全所有子会社であるハースト・ブロードキャスティング株式会社（Hearst Broadcasting, Inc.）が所有していた。ハースト＝アーガイルは、管理サービス契約に基づいてこれらの放送局を運用していた。これらの放送局は、民営化の直後にハースト・テレビジョンに移管された。ボルチモアにあるハーストのテレビ・ラジオ群は、さらに、ボルチモア・レイブンズのラジオ・テレビネットワークの旗艦局および運用拠点として、またボルチモア・オリオールズラジオネットワークの旗艦/運用拠点として機能する。
2014年8月20日、ハースト・テレビジョンは、アラバマ州バーミンガムのWVTMとジョージア州サバンナのWJCLを、LINメディアの買収の一環としてFCCの助言の下でこれらの放送局を売却したメディア・ゼネラルから買収すると発表された。
2017年1月6日、ハーストはサウスカロライナ州チャールストンを拠点とし、5つの主要な放送ネットワーク上の5つのE/I準拠の土曜日朝のブロックのうち4つを制御し、従来の番組のシンジケーターでもあるリットン・エンターテインメントの過半数の支配権を獲得した。取引は同年2月1日に終了した。
2021年、ハーストは、ホームショッピングネットワークのショップLCを、同ネットワークの所有者との収益分配契約に基づいて、いくつかの放送局で運用し始めた。殆どの市場では、ハーストは、ネットワークがシステム毎に複数のチャンネルスロットでネットワークを伝送するために、既に全国のプロバイダーに支払いを行っているため、ショップLCのケーブルまたは衛星放送を追求しない。
2021年9月20日、ハーストは、各ローカルテレビ局からのニュース番組と、ボストンのWCVBが制作する時論番組『クロニクル』や『マター・オブ・ファクト（Matter of Fact）』などの全国的に制作されたコンテンツで構成されるオーバー・ザ・トップメディアサービス「Very Local」を開始した。 

### テレビ制作
ハースト・テレビジョンはまた、2018年秋に第4シーズンに入った毎週の啓蒙番組『マター・オブ・ファクト・ウィズ・ソレダッド・オブライエン』を制作している。ハースト所有局とA&Eの以外では、ソニー・ピクチャーズ・テレビジョンによるシンジケーションで配信される。
2019年、元『トゥデイ』消費者問題リポーターであるジェフ・ロッセンは、ハースト・テレビジョン所有局によっても搬送される本格的な半年ごとの消費者スペシャルに加えて、チェーン全体にシンジケートされているリポート（2020年4月現在、新型コロナウイルス感染症（COVID-19）パンデミック消費者問題のQ&Aコーナーが含まれている）を伝えるマルチプラットフォームの消費者問題リポーターとしてハーストに加わった。 
ハーストはかつて、1997年に初代ハースト・ブロードキャスティング・プロダクションズ（Hearst Broadcasting Productions）のブランドを変更し、1998年にKCRA-TVと共にハーストが買収したケリー・ニュース&エンターテインメント（Kelly News & Entertainment）チェーンと統合されたハースト＝アーガイル・テレビジョン・プロダクションズ（Hearst-Argyle Television Productions）を所有していた。2001年に、在庫はNBCエンタープライズに売却された。

### テレビ局
各放送局は、州と放送地域免許のアルファベット順にリストされている。
備考：
- （**）- ハーストによって開局（英語版）された放送局を示す。
- （§§）- 1997年にハースト＝アーガイル・テレビジョンが設立される前に、アーガイル・テレビジョン・ホールディングスIIが所有していた放送局を示す。
- （~~）- 1997年にアーガイルIIとガネットの間の所有権の交換によって影響を受けた放送局を示す。
- （≈≈）- 1998年にハースト＝アーガイルとサンライズ・テレビジョン（英語版）の間の所有権の交換によって影響を受けた放送局を示す。
- （¤¤）- 1998年にハースト＝アーガイルが買収する前にピューリツァーが所有していた放送局を示す。
- （κ）- 1999年にハースト＝アーガイルが買収する前にケリー・ブロードキャスティング（Kelly Broadcasting）が所有していた放送局を示す。
- （µ）- 2014年にハーストがメディア・ゼネラル（英語版）から買収した放送局を示す。

| 放送地域免許/市場                                                                                                 | 放送局                          | チャンネル TV（RF） | 所有開始年 | ネットワーク系列   |
| --- | ------------------------------- | ------------------- | ---------- | ------------------ |
| アラバマ州バーミンガム - タスカルーサ - アニストン                                                                | WVTM-TV µ                       | 13（13）            | 2014年     | NBC                |
| アーカンソー州フォートスミス - フェイエットビル - ロジャーズ                                                      | KHBS §§                         | 40（21）            | 1996年     | ABC The CW（DT2）  |
| アーカンソー州フォートスミス - フェイエットビル - ロジャーズ                                                      | KHOG-TV §§ （KHBSのサテライト） | 29（15）            | 1996年     | ABC The CW（DT2）  |
| カリフォルニア州サクラメント - ストックトン - モデスト                                                            | KCRA-TV κ                       | 3 （35）            | 1999年     | NBC                |
| カリフォルニア州サクラメント - ストックトン - モデスト                                                            | KQCA κ                          | 58（23）            | 2000年     | マイネットワークTV |
| カリフォルニア州サリナス - モントレー - サンタクルーズ                                                            | KSBW ≈≈                         | 8（8）              | 1998年     | NBC ABC（DT2）     |
| フロリダ州デイトナビーチ - オーランド - クレルモン                                                                | WESH ¤¤                         | 2（11）             | 1999年     | NBC                |
| フロリダ州デイトナビーチ - オーランド - クレルモン                                                                | WKCF                            | 18（23）            | 2006年     | The CW             |
| フロリダ州レイクランド - タンパ - セントピーターズバーグ                                                          | WMOR-TV                         | 32（18）            | 1996年     | 独立局             |
| フロリダ州テクエスタ - ウェストパームビーチ                                                                       | WPBF                            | 25（16）            | 1997年     | ABC                |
| ジョージア州サバンナ                                                                                              | WJCL µ                          | 22（22）            | 2014年     | ABC                |
| アイオワ州デモイン                                                                                                | KCCI ¤¤                         | 8（8）              | 1999年     | CBS                |
| ケンタッキー州ルイビル                                                                                            | WLKY ¤¤                         | 32（14）            | 1999年     | CBS                |
| ルイジアナ州ニューオーリンズ                                                                                      | WDSU ¤¤                         | 6（19）             | 1999年     | NBC                |
| メイン州ポーランドスプリング - ポートランド                                                                       | WMTW                            | 8（8）              | 2004年     | ABC                |
| メイン州ポーランドスプリング - ポートランド                                                                       | WPXT                            | 51（34）            | 2018年     | The CW             |
| メリーランド州ボルチモア                                                                                          | WBAL-TV **                      | 11（12）            | 1948年     | NBC                |
| マサチューセッツ州ボストン                                                                                        | WCVB-TV                         | 5（33）             | 1986年     | ABC                |
| ミシシッピ州ジャクソン                                                                                            | WAPT §§                         | 16（21）            | 1995年     | ABC                |
| ミズーリ州カンザスシティ                                                                                          | KMBC-TV                         | 9（29）             | 1982年     | ABC                |
| ミズーリ州カンザスシティ                                                                                          | KCWE                            | 29（31）            | 2006年 1   | The CW             |
| ネブラスカ州オマハ                                                                                                | KETV ¤¤                         | 7（20）             | 1999年     | ABC                |
| ニューハンプシャー州マンチェスター                                                                                | WMUR-TV                         | 9（9）              | 2001年     | ABC                |
| ニューメキシコ州アルバカーキ - サンタフェ                                                                         | KOAT-TV ¤¤                      | 7（7）              | 1999年     | ABC                |
| ニューヨーク州プラッツバーグ - バーモント州バーリントン                                                           | WPTZ ≈≈                         | 5（14）             | 1998年     | NBC                |
| ニューヨーク州プラッツバーグ - バーモント州バーリントン                                                           | WNNE ≈≈ 2                       | 31（14）            | 1998年     | The CW             |
| ノースカロライナ州ウィンストン・セーラム - グリーンズボロ - ハイポイント                                          | WXII-TV ¤¤                      | 12（16）            | 1999年     | NBC                |
| ノースカロライナ州ウィンストン・セーラム - グリーンズボロ - ハイポイント                                          | WCWG                            | 20（16）            | 2018年 3   | The CW             |
| オハイオ州シンシナティ                                                                                            | WLWT §§ ~~                      | 5（20）             | 1997年     | NBC                |
| オクラホマ州オクラホマシティ                                                                                      | KOCO-TV §§ ~~                   | 5（7）              | 1997年     | ABC                |
| ペンシルベニア州ランカスター - ハリスバーグ - ヨーク - レバノン                                                   | WGAL ¤¤                         | 8（8）              | 1999年     | NBC                |
| ペンシルベニア州ピッツバーグ                                                                                      | WTAE-TV **                      | 4（27）             | 1958年     | ABC                |
| サウスカロライナ州グリーンビル - スパータンバーグ - ノースカロライナ州アシュビル - サウスカロライナ州アンダーソン | WYFF ¤¤                         | 4（30）             | 1999年     | NBC                |
| ウィスコンシン州ミルウォーキー                                                                                    | WISN-TV                         | 12（28）            | 1955年     | ABC                |

その他の備考：
- 1カンザスシティのKCWEは、1996年の開局以来、ハーストによって管理されている。
- 2インセンティブオークション（英語版）の結果、WNNEチャンネルは、以前のスペクトルの販売後にWPTZと共有する。WNNEは以前、バーモント州ハートフォードとニューハンプシャー州ハノーバーにWPTZの半サテライトとしてサービスを提供していた。
- 3インセンティブオークションの結果、WCWGチャンネルは以前のスペクトルの販売後にWXIIと共有する。ハーストは2018年2月12日に元所有者のロックウッド・ブロードキャスト・グループ（英語版）からWCWGを完全に購入したが、チャンネル共有が2017年7月31日に発効した後、二次共有サービス契約（英語版）の下で運営した。

### ラジオ局
| AM放送局 | FM放送局 |

| 放送地域免許/市場 | 放送局                       | 所有開始年 | 現在の形式                                                   |
| ----------------- | ---------------------------- | ---------- | ------------------------------------------------------------ |
| ボルチモア        | WBAL 1090 AM W268BA 101.5 FM | 1935年     | ニュース-トーク                                              |
| ボルチモア        | WIYY 97.9                    | 1960年     | アクティブ・ロック/オルタナティヴ・ロック/クラシック・ロック |

## 以前ハーストまたはアーガイルIIが所有していた放送局

### テレビ局
| 放送地域免許/市場                                                       | 放送局                       | チャンネル TV（RF） | 所有年                                       | 現在の所有状況                                                                                          |
| ----------------------------------------------------------------------- | ---------------------------- | ------------------- | -------------------------------------------- | --- |
| ハワイ州ホノルル                                                        | KITV §§                      | 4（40）             | 1995年 - 2015年                              | アレン・メディア・ブロードキャスティングが所有するABC系列局                                             |
| ハワイ州ヒロ                                                            | KHVO §§ （KITVのサテライト） | 4（18）             | 1995年 - 2015年                              | アレン・メディア・ブロードキャスティングが所有するABC系列局                                             |
| ハワイ州ワイルク                                                        | KMAU §§ （KITVのサテライト） | 4（29）             | 1995年 - 2015年                              | アレン・メディア・ブロードキャスティングが所有するABC系列局                                             |
| ミシガン州グランドラピッズ - カラマズー - バトルクリーク                | WZZM §§ ~~                   | 13（13）            | 1995年 - 1997年                              | テグナが所有するABC系列局 （スタンダード・ゼネラルへの売却は保留中）                                    |
| ニューヨーク州バッファロー                                              | WGRZ §§ ~~                   | 2（33）             | 1995年 - 1997年                              | テグナが所有するNBC系列局 （スタンダード・ゼネラルへの売却は保留中）                                    |
| オハイオ州デイトン                                                      | WDTN ≈≈ 1                    | 2（50）             | 1981年 - 1998年                              | ネクスター・メディア・グループが所有するNBC系列局                                                       |
| ロードアイランド州プロビデンス - マサチューセッツ州ニューベッドフォード | WNAC-TV §§ ≈≈ 2              | 64（12）            | 1995年 - 1998年                              | ミッション・ブロードキャスティングが所有するFOX系列局 （ネクスター・メディア・グループがLMAの下で運営） |
| ウェストバージニア州クラークスバーグ - ウェストン                       | WBOY-TV                      | 12（12）            | 2001年                                       | ネクスター・メディア・グループが所有するNBC系列局                                                       |
| ニューイングランド地域                                                  | NECN                         | 該当なし            | 1992年 - 2009年 （コムキャストとの合弁事業） | NBCユニバーサルが所有するケーブルのみの地域ニュースチャンネル                                           |

備考：
- 1 WDTNは、所有期間中、ハースト傘下のABC系列局だった。LINは、2004年に放送局が契約するネットワークをNBCに戻した。
- 2 WNAC-TVはアーガイルが所有していたが、1996年から2001年まで、クリア・チャンネル・コミュニケーションズ（英語版）が当時所有していたWPRI-TV（英語版）とのローカルマーケティング契約（LMA）に基づいて、クリア・チャンネルによって運営されていた。

上記に加えて、ハースト＝アーガイルはWZZMまたはWGRZを所有していなかった。これらの2つの放送局は、ハースト・ブロードキャスティングとの合併の数ヶ月前に、同社の前身の1つであるアーガイル・テレビジョン・ホールディングスIIによって売却された。「所有年数」の情報は、アーガイル・テレビジョン・ホールディングスIIの所有年数を反映している。そして、WDTNは、合併前にハーストが直接所有していた唯一の以前所有されていたテレビ局だった。

### ラジオ局
（部分的な一覧）
| AM放送局 | FM放送局 |

| 市場                                                                    | 放送局                                         | 所有年          | 現在の所有権                                                                                         |
| ----------------------------------------------------------------------- | ---------------------------------------------- | --------------- | --- |
| フェニックス                                                            | KTAR 620                                       | 1999年 - 2001年 | ボンネビル・インターナショナルが所有                                                                 |
| フェニックス                                                            | KMVP 860                                       | 1999年 - 2001年 | 農業労働者教育ラジオネットワークが所有するKNAI                                                       |
| フェニックス                                                            | KKLT 98.7                                      | 1999年 - 2001年 | ボンネビル・インターナショナルが所有するKMVP-FM                                                      |
| ロサンゼルス                                                            | KEHE 780                                       | 1935年 - 1939年 | キュミュラス・メディアが所有するKABC 790                                                             |
| サンフランシスコ                                                        | KYA 1260                                       | 1934年 - 1942年 | リレヴァント・ラジオが所有するKSFB                                                                   |
| ルイビル                                                                | WLKY 970                                       | 1999年 - 2000年 | セーラム・メディア・グループが所有するWGTK                                                           |
| ニューヨーク市                                                          | WGBS/WINS 1010                                 | 1931年 - 1946年 | オーダシーが所有している。                                                                           |
| カーナーズビル - ウィンストン・セーラム - グリーンズボロ - ハイポイント | WXII 830                                       | 1999年 - 2000年 | トゥルース・ブロードキャスティング・コーポレーション（Truth Broadcasting Corporation）が所有するWTRU |
| オクラホマシティ                                                        | KOMA 1480                                      | 1936年 - 1939年 | タイラー・メディア・グループが所有するKOKC 1520                                                      |
| ピッツバーグ                                                            | WCAE/WRYT/WTAE 1250                            | 1931年 - 1997年 | セーラム・メディア・グループが所有するWPGP                                                           |
| ピッツバーグ                                                            | WCAE-FM/WRYT-FM/WTAE-FM/WXKX/WHTX/WVTY 96.1 ** | 1960年 - 1997年 | iHeartMediaが所有するWKST-FM                                                                         |
| プエルトリコ・サンファン                                                | WAPA 680                                       | 1961年 - 1991年 | ウィフレド・G・ブランコ・パイ（Wifredo G. Blanco Pi）が所有するWBQN                                  |
| オースティン                                                            | KNOW 1500                                      | 1936年 - 1939年 | REOラジオグループ（REO Radio Group）が所有するKTSN 1490                                              |
| サンアントニオ                                                          | KTSA 550                                       | 1936年 - 1939年 | アルファ・メディアが所有                                                                             |
| ウェーコ                                                                | WACO 1420                                      | 1936年 - 1939年 | M&Mブロードキャスターズ（M&M Broadcasters）が所有するKCLE 1460                                       |
| ミルウォーキー                                                          | WISN 1130                                      | 1928年 - 1997年 | iHeartMediaが所有                                                                                    |
| ミルウォーキー                                                          | WISN-FM/WLPX/WBTT/WLTQ 97.3 **                 | 1961年 - 1997年 | iHeartMediaが所有するWRNW                                                                            |